# Governo Merkel I
Il primo governo Merkel è stato il ventunesimo governo della Germania, in carica per un totale di 3 anni 11 mesi 5 giorni dal 22 novembre 2005 al 27 ottobre 2009, nel corso della XVI legislatura del Bundestag.
Il governo era appoggiato da una Große Koalition composta dall'SPD e dalla CDU/CSU. La formazione di un governo di "larghe intese" si era resa necessaria dopo lo stallo seguito alle elezioni federali del 2005, che videro l'impossibilità delle due coalizioni, quella di centrodestra CDU/CSU-FDP guidata da Angela Merkel e quella di centrosinistra SPD/Alleanza 90/I Verdi guidata dal cancelliere uscente Gerhard Schröder, di avere i numeri sufficienti per formare un governo.
Per la seconda volta nella storia tedesca, dopo il governo Kiesinger, i socialdemocratici ed i cristianodemocratici hanno formato una coalizione di "unità nazionale".
Per la prima volta nella storia della Germania una donna, Angela Merkel, ha ricoperto la carica di cancelliere federale.
Nelle elezioni federali del 2009 si affrontarono due membri del governo uscente: la cancelliera Merkel per i cristianodemocratici e il vicecancelliere Steinmeier per i socialdemocratici. Questi ultimi sono stati sconfitti dal voto; la coalizione di governo, infatti, è mutata dopo il risultato elettorale, che ha riportato in vita la coalizione storica CDU/CSU-FDP. Il nuovo governo Merkel II è entrato in carica il 28 ottobre 2009.

## Situazione Parlamentare
| Camera    | Collocazione | Partiti                                | Seggi     |
| --------- | ------------ | -------------------------------------- | --------- |
| Bundestag | Maggioranza  | SPD (222), CDU (180), CSU (46)         | 448 / 614 |
| Bundestag | Opposizione  | I Verdi (51), Die Linke (54), FDP (61) | 166 / 622 |

## Composizione
| Cancelleria federale                                     | Cancelleria federale               | Cancelleria federale                              | Cancelleria federale                       | Cancelleria federale |
| Carica o ministero                                       | Titolare                           | Titolare                                          | Titolare                                   | Ministri di Stato |
| -------------------------------------------------------- | ---------------------------------- | ------------------------------------------------- | ------------------------------------------ | --- |
| Cancelliere federale                                     |                                    |                                                   | Angela Merkel (CDU)                        | - Maria Böhmer (CDU) - Bernd Neumann (CDU) - Hildegard Müller (CDU) (fino al 30/09/2008) - Hermann Gröhe (CDU) (dal 01/10/2008) |
| Vicecancelliere federale                                 |                                    |                                                   | Franz Müntefering (SPD) fino al 21/11/2007 | - Maria Böhmer (CDU) - Bernd Neumann (CDU) - Hildegard Müller (CDU) (fino al 30/09/2008) - Hermann Gröhe (CDU) (dal 01/10/2008) |
| Vicecancelliere federale                                 |                                    | Frank-Walter Steinmeier (SPD) dal 21/11/2007      |                                            | - Maria Böhmer (CDU) - Bernd Neumann (CDU) - Hildegard Müller (CDU) (fino al 30/09/2008) - Hermann Gröhe (CDU) (dal 01/10/2008) |
| Responsabile cancelleria                                 |                                    |                                                   | Thomas de Maizière (CDU)                   | - Maria Böhmer (CDU) - Bernd Neumann (CDU) - Hildegard Müller (CDU) (fino al 30/09/2008) - Hermann Gröhe (CDU) (dal 01/10/2008) |
| Ministeri federali                                       |                                    |                                                   |                                            | |
| Ministri federali                                        | Ministri federali                  | Ministri federali                                 | Ministri federali                          | Ministri di Stato |
| Esteri                                                   |                                    |                                                   | Frank-Walter Steinmeier (SPD)              | - Gernot Erler (SPD) - Günter Gloser (SPD)                                                                                      |
| Interno                                                  |                                    |                                                   | Wolfgang Schäuble (CDU)                    | - Peter Altmaier (CDU) - Christoph Bergner (CDU)                                                                                |
| Giustizia                                                |                                    |                                                   | Brigitte Zypries (SPD)                     | - Alfredo Hartenbach (SPD) |
| Finanze                                                  |                                    |                                                   | Peer Steinbrück (SPD)                      | - Karl Diller (SPD) - Barbara Hendricks (SPD) - Nicolette Kressl (SPD)                                                          |
| Economia e tecnologia                                    |                                    |                                                   | Michael Glos (CSU) (fino al 10/02/2009)    | - Peter Hintze (CDU) - Hartmut Schauerte (CDU) - Dagmar Wöhrl (CSU)                                                             |
| Economia e tecnologia                                    |                                    | Karl-Theodor zu Guttenberg (CSU) (dal 10/02/2009) |                                            | - Peter Hintze (CDU) - Hartmut Schauerte (CDU) - Dagmar Wöhrl (CSU)                                                             |
| Lavoro e affari sociali                                  |                                    |                                                   | Franz Müntefering (SPD) fino al 21/11/2007 | - Franz Thönnes (SPD) - Gerd Andres (SPD) (fino al 21/11/2007) - Klaus Brandner (SPD) (dal 21/11/2007)                          |
| Lavoro e affari sociali                                  |                                    | Olaf Scholz (SPD) dal 21/11/2007                  |                                            | - Franz Thönnes (SPD) - Gerd Andres (SPD) (fino al 21/11/2007) - Klaus Brandner (SPD) (dal 21/11/2007)                          |
| Alimentazione e agricoltura e tutela dei consumatori     |                                    |                                                   | Horst Seehofer (CSU) (fino al 27/10/2008)  | - Gerd Müller (CSU) - Peter Paziorek (CDU) (fino al 01/09/2007) - Ursula Heinen (CDU) (dal 01/09/2007)                          |
| Alimentazione e agricoltura e tutela dei consumatori     | Ilse Aigner (CSU) (dal 27/10/2008) |                                                   |                                            | - Gerd Müller (CSU) - Peter Paziorek (CDU) (fino al 01/09/2007) - Ursula Heinen (CDU) (dal 01/09/2007)                          |
| Difesa                                                   |                                    |                                                   | Franz Josef Jung (CDU)                     | - Christian Schmidt (CSU) - Friedbert Pflüger (CDU) (fino al 27/10/2006) - Thomas Kossendey (CDU) (dal 27/10/2006)              |
| Famiglia, anziani, donne e gioventù                      |                                    |                                                   | Ursula von der Leyen (CDU)                 | - Hermann Kues (CDU) |
| Sanità                                                   |                                    |                                                   | Ulla Schmidt (SPD)                         | - Marion Caspers-Merk (SPD) - Rolf Schwanitz (SPD)                                                                              |
| Trasporti, edilizia e sviluppo urbano                    |                                    |                                                   | Wolfgang Tiefensee (SPD)                   | - Achim Grossmann (SPD) - Ulrich Kasparick (SPD) - Karin Roth (SPD)                                                             |
| Ambiente, conservazione della natura, sicurezza nucleare |                                    |                                                   | Sigmar Gabriel (SPD)                       | - Astrid Klug (SPD) - Michael Müller (SPD)                                                                                      |
| Istruzione e ricerca                                     |                                    |                                                   | Annette Schavan (CDU)                      | - Thomas Rachel (CDU) - Andreas Storm (CDU)                                                                                     |
| Cooperazione economica e sviluppo                        |                                    |                                                   | Heidemarie Wieczorek-Zeul (SPD)            | - Karin Kortmann (SPD) |
| Affari speciali                                          |                                    |                                                   | Thomas de Maizière (CDU)                   | carica non assegnata |